# Герб русинов
Герб русинов (русин. ґерб русинів) — один из символов русинов наряду с флагом  и гимном. Создан на основе герба Подкарпатской Руси. Утверждён 23 июня 2007 года на 9-м Всемирном конгрессе русинов, проходившем в городе Сигет (Румыния).

## Описание и толкование
Герб имеет форму французского геральдического щита, разделённого по вертикали на две равные части. Правая геральдическая сторона щита делится по горизонтали на семь равных полос с чередованием синего и золотого (жёлтого) цветов, из которых первая полоса — синяя, вторая — золотая. В левой части щита на серебряном (белом) поле — изображение красного медведя, стоящего на задних лапах и смотрящего вправо.
Согласно распространённой трактовке, семь горизонтальных чередующихся синих и золотых полос означают семь крупнейших рек Подкарпатской Руси — Тису, Тересву, Рику, Тереблю, Боржаву, Латорицу и Уж. Медведь (типичный представитель фауны Карпат) считается «царём» заснеженных Карпатских гор.
По другому объяснению, четыре синих полосы означают бывшие венгерские комитаты на территории Подкарпатской Руси — Унг, Берег, Угоча и Марморош, а три золотые полосы — реки Уж, Латорица и Тиса.
В 1990 году Павел Федака, этнограф из Ужгорода, дал иное объяснение рисунка герба: семь горизонтальных полос отражают единство семи комитатов бывшего венгерского Закарпатья, а сочетание серебряного (белого) и красного цветов произошло под влиянием чешской и словацкой геральдики.
Герб хорватских русинов имеет вверху дополнение: пять равных вертикальных полос с чередованием красного и белого цветов, из которых первая полоса красная, а вторая — белая.

## История
Впервые герб был принят в 1920 году как официальный символ Подкарпатской Руси. Он был составной частью утверждённых законом от 30 марта 1920 года № 252/1920 Среднего и Большого гербов Чехословакии, в состав которой согласно решению Парижской мирной конференции 1919 года было включено Закарпатье, названное Подкарпатской Русью.
Герб Подкарпатской Руси появился в процессе разработки государственного герба Чехословакии. Согласно принятой концепции, герб Чехословакии должен был состоять из собственно щитка с гербом Чехии и земельных гербов других частей республики: Словакии, Силезии, Моравии и Подкарпатской Руси. Однако Подкарпатская Русь изначально не имела своей собственной символики, поэтому с января 1920 года власти Чехословакии обращались к руководству Подкарпатской Руси с просьбой прислать предложения по поводу герба. В ответе из Ужгорода сообщалось, что одна часть населения желает, чтобы в гербе присутствовали сине-жёлтые украинские цвета, а другая — выступает за бело-синие или сине-красные. Герб подготовил профессор Пражского университета Густав Фридрих, который считал, что медведь был элементом герба Ужгорода. Цвета герба выбрали в соответствии с местными пожеланиями: на гербе имелись и сине-жёлтые цвета, и красно-белые. Прибывшая в Прагу 10 марта 1920 года делегация подкарпатской Центральной русской народной рады не высказала недовольства по поводу представленного проекта герба. В итоге утверждённый герб Подкарпатской Руси представлял собой рассечённое поле, в правой части которого на лазури три золотых пояса, в левой — на серебре червлёный медведь.
15 марта 1939 года, после провозглашения независимости Карпатской Украины, к гербу был добавлен символ Украины — трезубец князя Владимира Святославича. 
18 декабря 1990 года герб Подкарпатской Руси был принят в качестве герба Закарпатской области.
23 июня 2007 года на 9-м Всемирном конгрессе русинов в городе Сигет (Сигету-Мармацией) в Румынии герб был утверждён в качестве символа русинского народа. Тогда же утвердили и флаг русинов, на котором присутствует изображение указанного герба. При этом русины Сербии иногда используют флаг Сербии с гербом русинов.

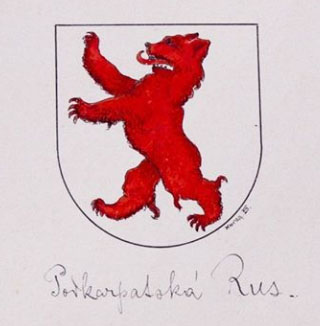
Эскиз герба Подкарпатской Руси, выполненный Ярославом Курсой. 1920 год
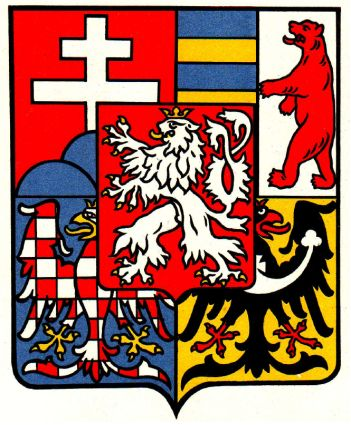
Средний герб Чехословакии с гербом Чехии (в центре) и земельными гербами Словакии, Подкарпатской Руси, Моравии[чеш.] и Силезии. 1920—1939 годы
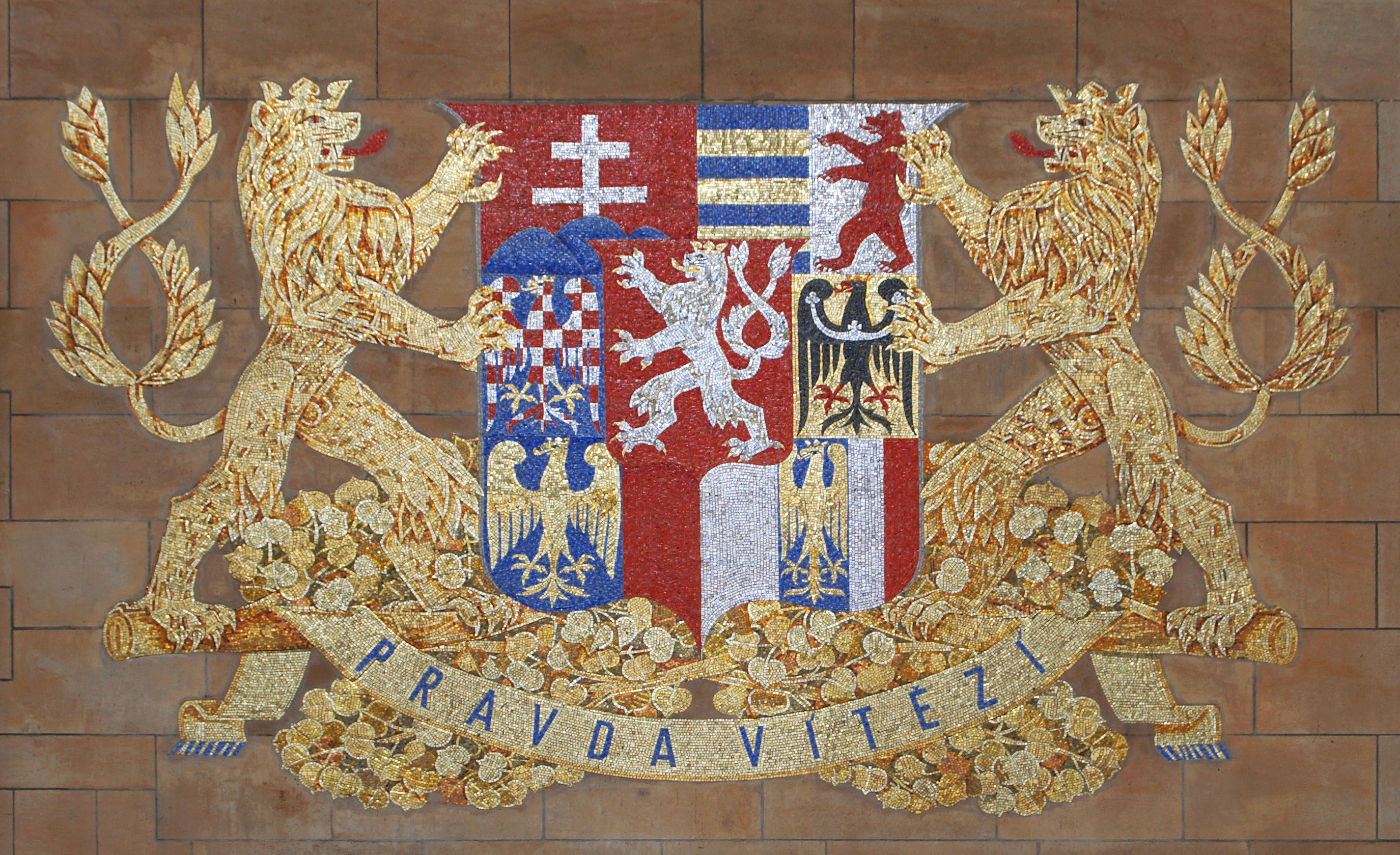
Большой герб Чехословакии в соборе Святого Вита (Прага)
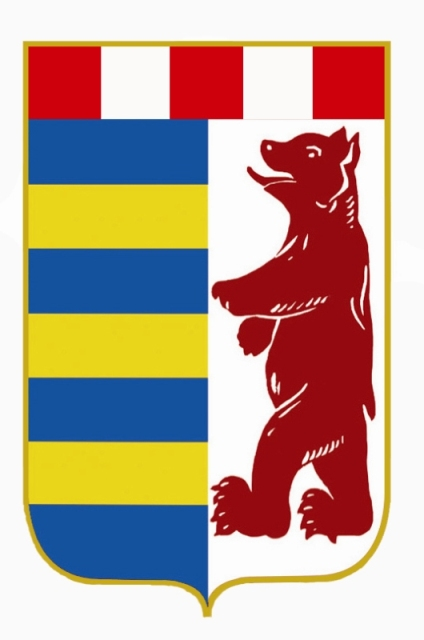
Герб русинов Хорватии
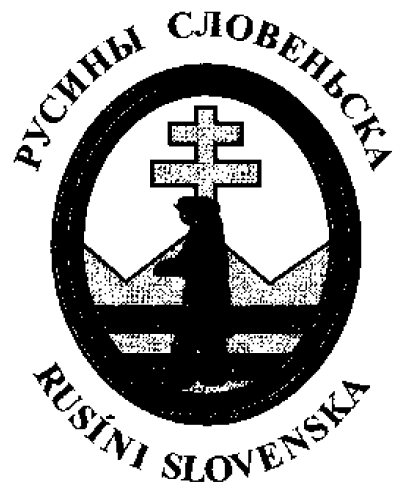
Герб русинов Словакии
Вариант герба
Герб Карпатской Украины (предполагаемый вид)
Национальный флаг русинов
Флаг Закарпатской области

## Комментарии
1. ↑  В европейской геральдике стороны гербового щита принято определять не со стороны зрителя, а со стороны того, кто держит щит с гербом. При надетом на левую руку щите правой окажется та сторона, за которую щитоносец может взяться правой рукой. Со стороны зрителя эта сторона будет казаться левой. (см. Силаев А. Г. Истоки русской геральдики. — М.: ФАИР-ПРЕСС, 2003. — С. 220. — ISBN 5-8183-0456-6)